# Nicola Petragnani
Nicola Petragnani (Roma, 15 de maio de 1929 – São Paulo, 5 de dezembro de 2015) foi um químico, pesquisador e professor universitário italiano, naturalizado brasileiro.
Petragnani foi pioneiro no desenvolvimento de moléculas orgânicas contendo selênio e telúrio, atualmente considerada área de ponta em nível internacional, e objeto de pesquisa de mais de uma dezena de importantes grupos de pesquisa no Brasil e exterior.
Membro titular da Academia Brasileira de Ciências e da Academia de Ciências do Estado de São Paulo, era grande oficial da Ordem Nacional do Mérito Científico e professor titular aposentado da Universidade de São Paulo (USP).

## Biografia
Petragnani nasceu na capital italiana, em 1929. Era filho de Gianni Petragnani, professor universitário, reitor da Universidade de Siena e microbiólogo. Seguindo os passos científicos do pai, ingressou no curso de química da Universidade de Roma aos 18 anos, mas a Segunda Guerra Mundial tornou seus estudos difíceis.
Em 1947, sua família mudou-se para o Brasil, onde podia terminar seus estudos. Petragnani ingressou no curso de Química na Faculdade de Filosofia, Ciências e Letras da Universidade de São Paulo, formando-se em 1951. Foi o último aluno de doutorado do professor Heinrich Rheinboldt, defendendo sua tese em 1957.
Foi químico do Instituto Butantan entre 1956 e 1957, docente do Laboratório de Fisiologia da Faculdade de Medicina da USP, dirigido pelo professor Isaias Raw de 1957 a 1959, livre-docente pela Escola Politécnica da USP em 1961, onde foi professor do Departamento de Engenharia Química, e professor doutor, adjunto e titular do curso de química da mesma universidade em 1978.
Foi coordenador do Programa Binacional CNPq e Academia Nacional de Ciências dos Estados Unidos (NAS-USA), na área de Síntese Orgânica (1969-1976) e Chefe do Departamento de Química Fundamental do Instituto de Química da USP (1981-1986).
Em seu tempo livre, era escultor e artista plástico, criando esculturas a partir dos mais diversos materiais: tubos-aves, roldanas-gatos, cabos-insetos, plantas e figuras humanoides.

## Morte
Petragnani morreu em 5 de dezembro de 2015, aos 86 anos, em São Paulo. Seu corpo foi cremado no dia seguinte no Crematório da Vila Alpina, na capital paulista.